# 弗雷雷 (智利)
38°57′21″S 72°37′32″W / 38.95583°S 72.62556°W

弗雷雷（西班牙語：Freire），是智利的城鎮，位於該國南部阿勞卡尼亞大區的考丁省，始建於1895年11月21日，面積935.2平方公里，海拔高度88米，2012年人口21,890人，人口密度每平方公里23人。